# Hurt (canción de Elvis Presley)
"Hurt" (Lit. "herido") es una canción compuesta en 1954 por J. Crane y A. Jacobs, grabada y popularizada a partir de 1976 por Elvis Presley editada por RCA primeramente en formato de disco sencillo con la canción "For the Heart" en su lado B y luego dentro del álbum "From Elvis Presley Boulevard, Memphis, Tennessee" ese mismo año. El sencillo logró inicialmente ventas de 250.000 copias mientras que el álbum alcanzó la certificación de disco de oro por la RIAA. 
"Hurt" ingresó en varias listas de éxito el mismo año de su edición, alcanzando el Top 40 del Billboard Hot 100 y posicionándose como uno de los mejores logros en el puesto # 7 de la lista Billboard Hot Country Singles chart. A su vez el sencillo también ingresaba en las listas británicas del Official Chart.
A partir de su edición Presley incorporó a Hurt como una pieza recurrente en sus recitales en vivo y esta se convirtió luego de su salida al mercado  en una de las canciones favoritas de los fans de Elvis. 

## Grabación
Elvis debía cumplir por cuestiones contractuales con RCA con una serie de grabaciones de álbumes y sencillos a lo largo del año, motivo por el cual luego de arduas deliberaciones y tras las negativas iniciales de la empresa, se acordó que para facilitar la tarea, se montase un estudio de grabación en la propia mansión de Elvis. RCA trasladó equipos de grabación hasta Graceland y montó un estudio en la sala conocida como "Jungle Room" por estar ambientada al mejor estilo polinesio. A su vez, en las afueras de Graceland, RCA apostó un camión con un grupo de ingenieros de sonido.
Para la sesión Elvis optó por interpretar la canción "Hurt" la cual había captado su atención oportunamente, en la interpretación de 1961 de la cantante Timi Yuro. El 5 de febrero de 1976 Elvis finalmente grabó la versión definitiva de Hurt registrando ese mismo día el tema que sería el lado B del sencillo "For the Heart". Fue una ardua sesión de grabación donde Elvis había abandonado en varias oportunidades la sala para irse a su habitación, incluso salir a comer fuera y efectuar un vuelo, pero a lo largo de una semana de trabajo finalmente logró grabar una docena de temas que integrarían a su vez el siguiente álbum.

## La canción
Presley se había decidido por esa canción por sentirse de alguna manera comprometido con el contenido de la letra, algo que había resultado recurrente desde su divorcio de Priscilla Beaulieu y que el cantante ya había reflejado en exitosos temas como "Lord, You Gave me a Mountain" o "Separate Ways" o incluso la popular "Always On My Mind".

La letra hace referencia a un dolido hombre al cual su mujer lo ha dejado por otro aún habiéndole prometido que nunca lo haría, algo que en cierta manera se había reflejado en la vida real de Elvis en su etapa final de su relación con Priscilla, 
I'm so hurt to think that you lied to me (Estoy tan herido para pensar que tu me mentiste)
I'm hurt way down deep inside of me (Estoy herido, cuesta abajo muy en lo profundo de mi)
You said our love was true (Tu dijiste que tu amor era sincero)
And we'll never, never part (Y que nosotros no nos separaríamos)
Now you've got someone new (Ahora tu tienes a alguien nuevo)

And it breaks my heart (Y esto rompe mi corazón) 

## Portada

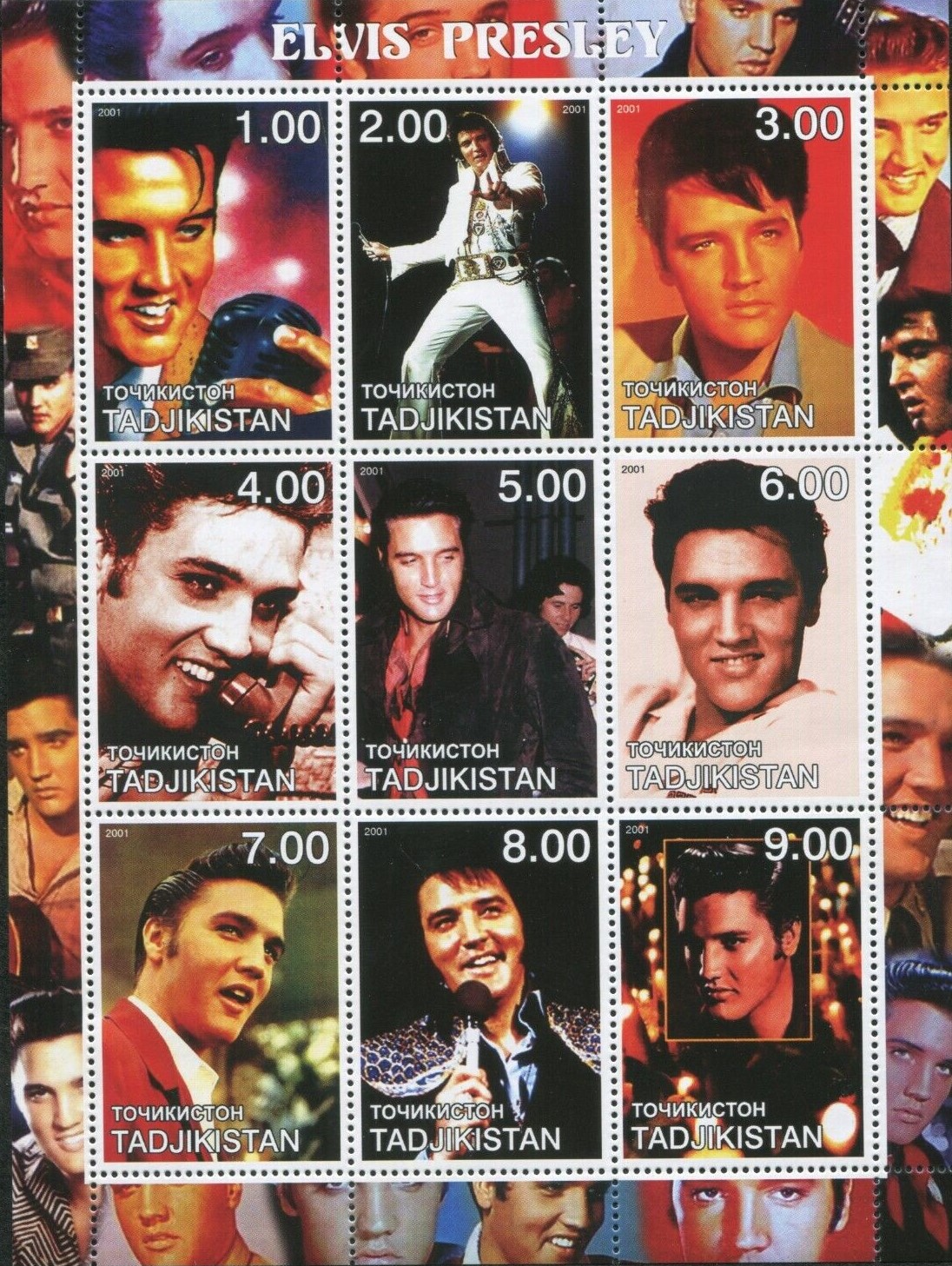
Sellos postales

Tanto el disco sencillo como el álbum tuvieron como portada la misma imagen de Elvis aunque el primero contaba con una toma en primer plano, donde el cantante se hallaba señalando al hipotético espectador, ataviado con uno de sus clásicos jumpsuits (vestimenta típica de los shows de Elvis en la década de los 70s que consistía en trajes enterizos con cuello napoleónico y bota-mangas estilo Oxford) conocido como "Chierf Belt", precisamente por contar con un cinturón decorado con una ornamentación metálica que representaba la cara de un jefe aborigen y un diseño decorativo del jumpsuit netamente en ese estilo. 
El diseño del disco se completaba con el nombre de Elvis en grandes letras color naranja en relieve seguida debajo por los títulos de las canciones en color blanco.
La fotografía correspondía a uno de sus conciertos en 1975 y mostraba a un Elvis con una actitud sonriente y optimista en plena postura coreográfica durante su actuación en vivo. 
Esta imagen, aunque resultara algo impersonal para esos dos trabajos, debido a que el contenido musical de los mismos reflejaba la pesadumbre por el desengaño amoroso, la separación y la soledad que el cantante estaba experimentando por ese entonces,  la imagen pasaría a ser una de las más conocidas y volvería a utilizarse en trabajos póstumos como el sencillo y álbum titulados The Elvis Medley
La fotografía de Elvis de 1975 que correspondió a las portadas de los mencionados trabajos de edición en cuestión, fue utilizada en Tayikistán para la confección en 2001 de un sello postal que formaba parte de una plancha de una serie de sellos postales íntegramente dedicados a Elvis de manera conmemorativa, que mostraban al cantante en diferentes etapas de su carrera. La serie incluía a la vez  la imagen de la primera estampilla honorífica editada a principio de la década de los 90s en USA. 

## Listas
| Listas (Año 1976)                   | Posición alcanzada |
| ----------------------------------- | ------------------ |
| Billoboard Hot 100                  | 28                 |
| Billboard Hot Country Singles chart | 6                  |
| Billboard Easy Listening chart      | 7                  |
| Canadá                              | 45                 |
| D. Marsh                            | 9                  |
| Springbok                           | 9                  |
| Sudáfrica                           | 1                  |
| UK Singles Chart                    | 37                 |
| US Cash Box Top 100                 | 31                 |

## Críticas
El crítico de rock e historiador estadounidense Greil Marcus describió la canción en la voz de Elvis sencillamente como "Apocalíptica". Por otra parte, su colega Dave Marsh al escuchar la interpretación de Elvis plasmó "Si él se siente de la manera en que sonó, lo que uno se cuestiona no es que a él le quedaba un año de vida sino que él se las ingenió para sobrevivir tanto tiempo" 